# Medalha Miroslaw Romanowski
A Medalha Miroslaw Romanowski, instituída em 1994, é uma distinção concedida pela Sociedade Real do Canadá para contribuições significativas à definição de aspectos científicos de problemas ambientais ou para melhorias importantes à qualidade de um ecossistema em todos os aspectos - terrestres, atmosféricos e aquáticos -  por meios científicos.
A distinção foi estabelecida em homenagem ao metrologista Miroslaw Romanowski.
A concessão, uma medalha de bronze,  é conferida anualmente, se houver um candidato  que preencha os requisitos. Além da medalha, o agraciado recebe a quantia em dinheiro de $3,000.

## Laureados[1]
- 1994 - David W. Schindler
- 1995 - Pierre Legendre
- 1996 - John A.Cherry e Robert W. Gillham
- 1997 - Michel Maldague
- 1998 - Thomas C. Hutchinson
- 1999 - Jerome O. Nriagu (co-medalhista)
- 1999 - Howard Roy Krouse (co-medalhista)
- 2000 - David R.S. Lean
- 2001 - John P. Smol
- 2002 - Kevin J. Kennedy
- 2003 - Peter J. Dillon
- 2004 - Derek C.G. Muir
- 2005 - Robie Macdonald
- 2006 - Richard Peltier
- 2007 - Christopher M. Wood
- 2008 – Warwick F. Vincent
- 2009 – Stan Boutin
- 2010 – Donald Mackay
- 2011 – Andrew J. Weaver
- 2012 – Catherine Potvin
- 2013 – John Giesy
- 2014 – Yves Bergeron
- 2015 –  Kerry Rowe
- 2016 – Mark Boyce